# Кавське газове родовище
Кавське газове родовище — належить до Більче-Волицького нафтогазоносного району Передкарпатської нафтогазоносної області Західного нафтогазоносного регіону України.

## Опис
Розташоване у Львівській області на відстані 10 км від м. Стрий на території Кавської сільської ради. Пов'язане З півночі-зах. частиною Косівсько-Угерської підзони Більче-Волицької зони. Кавська структура виявлена в 1958 р. і являє собою в нижньосарматських відкладах брахіантиклінальну складку, а по гіпсоангідритовому горизонту — структурний ніс. Розмір структури по ізогіпсі — 550 м 6,0х3,6 м, висота 130 м. 
Перший промисловий приплив газу отримано з інт. 807-834 м у 1962 р. 
Поклади пластові, склепінчасті, тектонічно екрановані. 
Експлуатується з 1966 р. Режим Покладів газовий. Запаси початкові видобувні категорій А+В+С1: газу — 1309 млн. м³.